# From the Dumpster to the Grave
From the Dumpster to the Grave is het derde studioalbum van de Amerikaanse punkband Star Fucking Hipsters. Het werd uitgegeven op 24 oktober 2011 door Fat Wreck Chords en was daarmee de tweede uitgave van de band via dit label. Het voorgaande album werd uitgegeven door Alternative Tentacles.

## Nummers
1. "Intro" - 0:29
2. "Dumpster To the Grave" - 2:17
3. "War Widows Vietnam" - 2:53
4. "Death Is Never Out of Fashion" - 2:41
5. "The Broken Branches" - 3:05
6. "The Spoils of War" - 0:34
7. "¡Otra Vez!" - 2:33
8. "Honey, I Shrunk the Cops!" - 2:09
9. "9/11 'til Infinity" - 2:56
10. "Ana Ng" (cover van They Might Be Giants) - 2:21
11. "Rapture, Rinse, Repeat" - 2:17
12. "Drowning Out Another Year" - 3:53
13. "Outro" - 1:29